# Смирнов, Василий Алексеевич (писатель)
Василий Алексеевич Смирнов  (1877—1943) — поэт, журналист.

## Биография
Отец, Алексей Гаврилович (1853—1893), выпускник юридического факультета Московского университета (1880), служил при Московском окружном суде, коллежским секретарём; почётный гражданин. Мать Юлия Ивановна (урождённая Доброхотова). Оба деда были церковнослужителями.
Смирнов окончил Перервинское духовное училище и четыре класса Московской духовной семинарии (1892—1897), исключён за «неблагонадежность». В 1899 году окончил Тульскую духовную семинарию. В том же году дебютировал в печати стихотворением «Весенние мотивы» (журнал «Народное благо»), более года
публиковал в нём (под псевдонимами В. А. С.; А. В. С.) лирические и гражданские стихи. Юридическое образование получил в ярославском Демидовском лицее (1900—1904). В январе 1901 года на студенческом собрании по случаю Татьяниного дня в московском ресторане «Эрмитаж» (на Трубной площади) Смирнов выступил с речью в защиту студентов — не отдавать их в качестве наказания в солдаты, а также с чтением стихотворения «Рабочая песня». В марте за участие в студенческих волнениях в ярославском лицее две недели содержался под арестом. Решение совета лицея об увольнении Смирнова на два года было заменено более мягким административным наказанием: высылкой на три месяца в Нижний Новгород.
Помощник присяжного поверенного, присяжный поверенный Московской судебной палаты (1904―1917). Выигранное им в 1909 году дело по обвинению директоров правления Товарищества И. Д. Сытина в нарушении авторского права утвердило за ним репутацию защитника писательских прав: к его помощи в тяжбах с издателями прибегали Е. Н. Чириков и И. С. Шмелёв. В 1917 году вел дела марьинорощинского народного дома, где работал вместе с С. И. Гусевым-Оренбургским, И. П. Брихничёвым.
В период учебы в Ярославле регулярно помещал (под псевдонимами B.; В. С.; В. Разумихин; В-й С.; C.; С. В-iй) в ярославской газете «Северный край» стихи, рассказы, фельетоны, литературные и театральные рецензии. Печатался также во «Владимирской газете» (1902―1903), «Нижегородском листке» (1904), московской газете «Курьер» (1900) и журнале «Муравей» (1900). В начале апреля 1901 года в Нижнем Новгороде познакомился с М. Горьким (которому передал письмо от его товарища, сотрудника «Северного края» Ф. В. Смирнова) и в течение месяца несколько раз виделся с ним; в 1903 году послал ему на отзыв свои стихи.
Стихи Смирнова с ярко выраженной пролетарской тематикой проникнуты пафосом радостного созидания новой жизни и «восторженного» разрушения «смрадной старины» («Рабочая песня», «Кузнец», «Спор», «Жар-птица», «Буря», «Песня о чайке»).
В 1909 году Смирнов заключил договор с издательством Сытина на сборник до 30 печатных листов переводов западно-европейской поэзии: Р. Бёрнс, Т. Мур,
П. Ж. Беранже (не вышел). Смирнов переводил также украинских поэтов ― Т. Г. Шевченко, А. Е. Крымского, Лесю Украинку, П. А. Грабовского и др. Публиковались произведения Смирнова для детей ― стихи и сказки, большей частью стихотворные: «В родном краю» (1907), «Певец Муса. Кабардинская легенда» (1909, 1911), «Необыкновенные приключения двух карликов Кирика и Алика» (1910), «Снежинки», «Деды пещерные», «Детки земли» (все три - 1912), «Любимые игрушки» (без указания автора), «Рождественский дед», «День моего рождения» (все три — 1913), «Песочные старички» (1915), «Яга и земляничка» (1916) и др. (все изд. в Москве). Более удавались автору сочинения для детей младшего возраста.
В 1918―1922 годах Смирнов жил в Иваново-Вознесенске: председательствовал в ревтрибунале, окружном суде, в 1920—1921 году редактировал газету «Деревня», в 1921—1922 годов — «Рабочий край». А. Е. Ноздрин скептически оценивал Смирнова. как журналиста, иронизировал над его стилем; по словам Ноздрина, при Смирнове редакция «Рабочего края» «вместе с ним водила хороводы», «с ним было всегда весело, но сама газета была необычайно скучна». В 1922 году Смирнов переехал в Москву, где заведовал юридическим и судебным отделом «Правды» (1922—1929). Позже ― ответственный редактор и уполномоченный Главного управления политической и военной цензуры в издательствах Центросоюз, «Московский рабочий», Партиздат. С 1934 года пенсионер.